# Waltzing Matilda
Waltzing Matilda es la canción folclórica más conocida de Australia (especialmente en el ámbito internacional) y ha sido propuesta como himno nacional. Para los australianos es su canción más arraigada y a la que tienen más cariño, existiendo un museo dedicado a ella en Winton, Queensland. Fue compuesta en 1895 por Andrew Barton Paterson un poeta nacionalista australiano, también conocido como «Banjo» Paterson. Su versión original fue modificada y es esa segunda versión que se hizo familiar.[cita requerida]

## Historia y significado
Waltzing Matilda cuenta la historia de un vagabundo que acampa una noche al lado de una laguna (billabong), mientras toma un té. Una oveja (jumbuck en inglés australiano) se acerca a beber agua y el vagabundo la roba para alimentarse. El terrateniente se da cuenta y llama a tres policías para que arresten al vagabundo. Este, antes de ser arrestado por el robo de la oveja, prefiere saltar al agua y morir ahogado. La canción termina contando que el fantasma del vagabundo puede oírse cantando una canción que invita a los viajeros a bailar el vals con él, es decir, a salir a los caminos con el vagabundo. 
Tradicionalmente se considera como una canción que celebra el desafío de la gente pobre frente al poder de los ricos y del estado autoritario que protege los derechos de los ricos contra los derechos de los pobres.
En la década de 1980, fue utilizada como sintonía de la serie juvenil El valle secreto.

## Letra

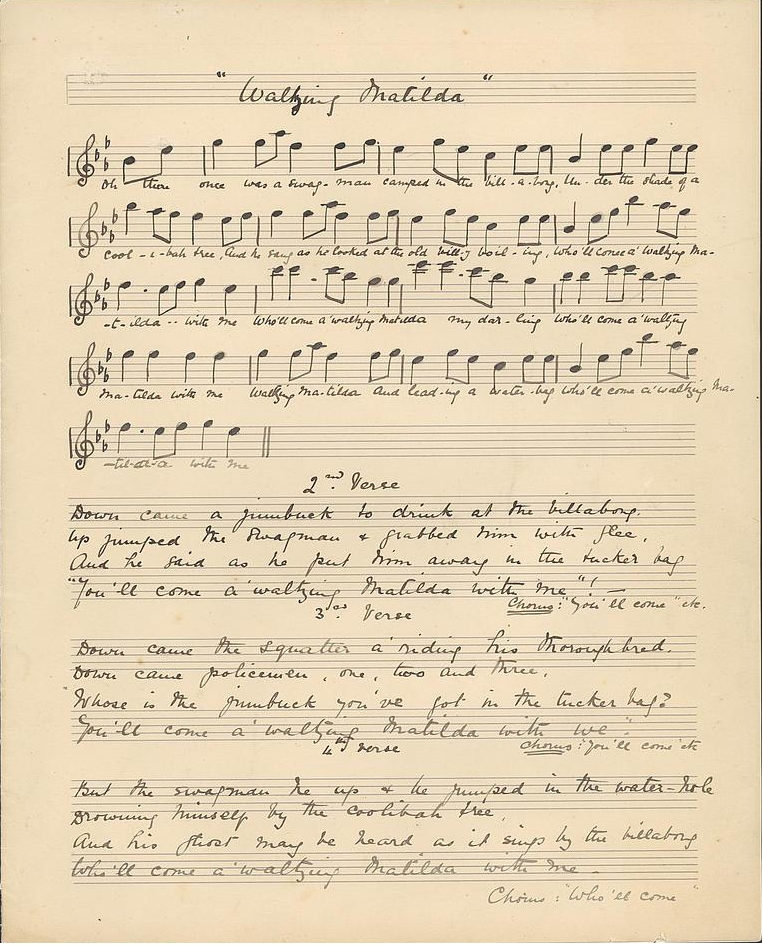
Partitura original de Waltzing Matilda.

La letra original está escrita en un inglés muy coloquial de Australia que dificulta su comprensión a quienes no están familiarizados con el contexto sociocultural en que se escribe la canción: La traducción es una tarea complicada debido a la cantidad de expresiones y juegos de palabras, sin embargo aquí ofrecemos una aproximación:

Once a jolly swagman camped by a billabong,

Under the shade of a coolibah tree,

And he sang as he watched and waited 'til his billy boiled

"You'll come a-Waltzing Matilda, with me?"

Waltzing Matilda, Waltzing Matilda

You'll come a-Waltzing Matilda, with me

And he sang as he watched and waited 'til his billy boiled

"You'll come a-Waltzing Matilda, with me?"

Down came a jumbuck to drink at the billabong,

Up jumped the swagman and grabbed him with glee,

And he sang as he stowed that jumbuck in his tucker bag,

"You'll come a-Waltzing Matilda, with me".

Waltzing Matilda, Waltzing Matilda

"You'll come a-Waltzing Matilda, with me"

And he sang as he stowed that jumbuck in his tucker bag,

"You'll come a-Waltzing Matilda, with me".

Up rode the squatter, mounted on his thoroughbred,

Down came the troopers, one, two, three,

"Where's that jolly jumbuck that you've got in your tucker bag?"

"You'll come a-Waltzing Matilda, with me".

Waltzing Matilda, Waltzing Matilda

"You'll come a-Waltzing Matilda, with me"

"Where's that jolly jumbuck you've got in your tucker bag?",

"You'll come a-Waltzing Matilda, with me".

Up jumped the swagman, leapt into the billabong,

"You'll never catch me alive," said he,

And his ghost may be heard as you pass by the billabong,

"You'll come a-Waltzing Matilda, with me".

Waltzing Matilda, Waltzing Matilda

You'll come a-Waltzing Matilda, with me

And his ghost may be heard as you pass by the billabong,

"You'll come a-Waltzing Matilda, with me?"

"Una vez un alegre vagabundo acampó junto a un remanso del río,

Bajo la sombra de un eucalipto,

Y cantaba mientras miraba y esperaba que su tetera hirviera.

"¿Quién vendrá a vagabundear conmigo?"

A vagabundear, a vagabundear

¿Quién vendrá a vagabundear conmigo?

Y cantaba mientras miraba y esperaba que su tetera hirviera

"¿Quién vendrá a vagabundear conmigo?"

Y así llegó una oveja a beber de la laguna,

Saltó hasta ella y la agarró con alegría,

Y cantaba mientras escondía la oveja en su alforja,

"Tú vendrás a vagabundear conmigo".

A vagabundear, a vagabundear

"Tú vendrás a vagabundear conmigo"

Y cantaba mientras escondía la oveja en su alforja,

"Tú vendrás a vagabundear conmigo".

Cabalgó el colono, montado en su pura sangre,

Y así llegaron los soldados, uno, dos, tres,

"¿Dónde está la alegre oveja que tienes en tu alforja?"

"Tú vendrás a vagabundear conmigo".

A vagabundear, a vagabundear

"Tú vendrás a vagabundear conmigo".

"¿Dónde está la alegre oveja que tienes en tu alforja?"

"Tú vendrás a vagabundear conmigo".

Brincó el vagabundo, saltando hacia el río,

"Nunca me capturaréis vivo", gritó él,

Y su fantasma puede ser oído al pasar por la laguna,

"¿Quién vendrá a vagabundear conmigo?"

A vagabundear, a vagabundear

"¿Quién vendrá a vagabundear conmigo?"

Y su fantasma puede ser oído al pasar por el río,

"¿Quién vendrá a vagabundear conmigo?"

### Jerga utilizada
La letra contiene muchas palabras típicamente australianas, algunas de ellas muy rara vez usadas en el lenguaje cotidiano, excepto esta canción. Se destacan:
- Swagman: un hombre que recorre el campo en búsqueda de trabajo. Carrilano, trabajador migrante. Swag era el atado realizado con su manta que contenía sus pertenencias.

- Waltzing: derivado del término en alemán auf der Walz, que significa viajar mientras se trabaja como artesano y aprender nuevas técnicas de los maestros antes de regresar al hogar después de un periodo de tres años y un día, una costumbre que aún hoy es utilizada por los carpinteros. Este término también puede significar bailar vals, lo que hace un juego de palabras.

- Matilda: un término romántico para referirse al atado del swagman. No existe consenso sobre las raíces exactas del término «Matilda»; una interpretación es que cuando los swagmen se reunían en el campo, era muy rara la ocasión en que hubiera mujeres para poder bailar. Ellos de todas formas bailaban con sus swags, los que eran bautizados con un nombre de mujer. Sin embargo, esta interpretación parece estar influenciada por la palabra « waltz », y por ello la referencia a bailar. Es probable que siendo el swag la única compañía del swagman este los personificara como una mujer. Otra explicación es que el término se origine en los inmigrantes alemanes. Los soldados alemanes se referían a sus capotes con el nombre de «Matilda», se supone porque el capote los mantenía calientes igual que una mujer. Los primeros inmigrantes alemanes que «salían de waltz» envolvían sus pertenencias en su saco y le daban el mismo nombre que había sido usado por los soldados.
- Waltzing Matilda: si bien literalmente significa "bailar vals con Matilda", según lo indicado previamente, «to waltz Matilda» sería viajar con un atado, es decir, con todas las pertenencias envueltas en una manta o lona.